# Micah Hyde
Micah Hyde (Fostoria, 31 dicembre 1990) è un ex giocatore di football americano statunitense che gioca nel ruolo di cornerback per i Buffalo Bills della National Football League (NFL). Fu scelto nel corso del quinto giro (159º assoluto) del Draft NFL 2013 dai Green Bay Packers. Al college ha giocato a football all'Università dell'Iowa.

## Carriera professionistica

### Green Bay Packers
Hyde fu scelto nel corso del quinto giro del Draft 2013 dai Green Bay Packers. Debuttò come professionista nella settimana 1 contro i San Francisco 49ers mettendo a segno 4 tackle. Disputò la prima gara come titolare nella settimana 3 contro i Cincinnati Bengals. Nella settimana 8 contro i Minnesota Vikings Hyde ritornò un punt per 93 yard segnando il suo primo touchdown. La sua stagione da rookie si concluse con 55 tackle, un sack, un fumble forzato e 2 passaggi deviati disputando tutte le 16 partite, di cui 3 come titolare.
Nella settimana 10 della stagione 2014, Hyde mise a segno il primo intercetto in carriera ai danni di Jay Cutler, nella vittoria 55-14 sui Chicago Bears. Nell'ultimo turno contro i Lions ritornò un punt per 55 yard in touchdown, venendo premiato come miglior giocatore degli special team della NFC della settimana.
Il 15 gennaio 2017, nella gara del secondo turno di playoff, Hyde mise a segno un intercetto su Dak Prescott contribuendo alla vittoria in trasferta sui Dallas Cowboys numeri uno del tabellone della NFC.

### Buffalo Bills
Il 9 marzo 2017, Hyde firmò un contratto quinquennale del valore di 30 milioni di dollari con i Buffalo Bills. Alla fine di ottobre si classificò in testa alla NFL con 5 intercetti, venendo premiato come miglior difensore della AFC del mese. A fine stagione fu convocato per il suo primo Pro Bowl e inserito nel Second-team All-Pro dall'Associated Press.
Il 28 gennaio 2025 annunciò il suo ritiro.

## Palmarès
- Convocazioni al Pro Bowl: 1

2017
- Second-team All-Pro: 2

2017, 2021
- Difensore della AFC del mese: 1

ottobre 2017
- Giocatore degli special team della NFC della settimana: 1

17ª del 2014